# Burnikel-Ziegler-Verfahren
Das Burnikel-Ziegler-Verfahren ist ein 1998 von Christoph Burnikel und Joachim Ziegler beschriebener  Divisions-Algorithmus für ganze Zahlen. Er berechnet außer dem Quotienten auch den Rest.
Die Laufzeitkomplexität hängt vom eingesetzten Multiplikationsalgorithmus ab. Wenn die Multiplikation {\displaystyle O(n^{c})} Schritte benötigt, wie es beim Karazuba- und dem Toom-Cook-Algorithmus der Fall ist, läuft die Burnikel-Ziegler-Division ebenfalls in {\displaystyle O(n^{c})} Schritten ab. Liegt die Multiplikationskomplexität bei {\displaystyle O(n\cdot \log(n)\cdot \log(\log n))}, was dem Schönhage-Strassen-Algorithmus entspricht, so verringert sich die Komplexität der Division auf {\displaystyle O(n\cdot \log ^{2}(n)\cdot \log(\log n))}.
In der Praxis ist der Burnikel-Ziegler-Algorithmus zwischen ca. 250 und 1,5 Millionen Dezimalstellen schneller als die Schulmethode und das Barrett-Verfahren.

## Beschreibung
Kernstück des Algorithmus sind zwei Unteralgorithmen namens {\displaystyle D_{2n/1n}} und {\displaystyle D_{3n/2n}}, die Zahlen der Länge {\displaystyle 2n} und {\displaystyle 1n} bzw. {\displaystyle 3n} und {\displaystyle 2n} dividieren und sich gegenseitig rekursiv aufrufen. Bei jedem Aufruf verkürzt sich die Zahlenlänge um 1/4 bzw. 1/3; es kommen dabei Additionen, Subtraktionen, Verschiebungen und Elementardivisionen zum Einsatz. Der Unteralgorithmus {\displaystyle D_{3n/2n}} führt darüber hinaus eine Multiplikation durch und profitiert von schnellen Multiplikationsalgorithmen (s. o.).
Dritter Bestandteil ist ein Algorithmus namens {\displaystyle D_{r/s}}, der die Ausgangszahlen so aufteilt, dass sie für {\displaystyle D_{2n/1n}} geeignet sind.

## Verwendung
Der Burnikel-Ziegler-Algorithmus kommt in Java ab Version 8 , GMP und der Algorithmenbibliothek Leda zum Einsatz.